# Цайнарє
Цайнарє (словен. Cajnarje) — поселення в общині Церкниця, Регіон Нотрансько-крашка, Словенія. Висота над рівнем моря: 629 м.